# Violencia contra académicos en Irak
Desde la invasión de Irak en 2003, los académicos iraquíes han sido frecuentemente amenazados con violencia, secuestrados o asesinados. Aunque es imposible determinar la escala exacta de la violencia y la intimidación, el Ministerio de Educación Superior iraquí informó que más de 3 250 académicos habían huido del país entre febrero y agosto de 2006. Según la Asociación Iraquí de Profesores Universitarios, cerca de 300 académicos, incluidos doctores que trabajaban en ministerios del gobierno iraquí y administradores universitarios, habían sido asesinados antes de enero de 2007. Otras fuentes, menos confiables, han colocado el número de muertos tan bajo como 20 y tan alto como 1000.
El Dr. Mohammed A. F. Al-Rawi, especialista médico, cirujano por los Royal Colleges of Surgeons y rector de la Universidad de Bagdad, fue asesinado en su clínica, frente a su esposa y pacientes, el 27 de julio de 2003. El Dr. Abdul-Latif Ali al-Mayah, profesor de humanidades nacido en Basora, que había sido presidente del Centro de Investigación y Estudios del Mundo Árabe en la Universidad al-Mustansiriya, jefe del Centro de Derechos Humanos de Bagdad, y que había sido un crítico del gobierno interino de Irak, fue asesinado el 19 de enero de 2004. El Dr. Imad Sarsam era un cirujano ortopédico iraquí de gran reputación, cirujano por los Royal Colleges of Surgeons, que enseñaba en el Departamento de Ortopedia de la Universidad de Bagdad y profesor adjunto en el Colegio Médico de Bagdad. Fue asesinado el 31 de agosto de 2004, solo tres meses después de su participación en una conferencia internacional de cirujanos de hombro y codo en Washington D. C. El Dr. Wissam S. al-Hashimi era un geólogo nacido en Bagdad, no solo había sido elegido presidente de la Sociedad Geológica de Irak en 2001, sino que también era presidente de la Unión de Geólogos Árabes y de 1996 a 2002 fue vicepresidente de la Unión Internacional de Ciencias Geológicas. Fue asesinado a fines de agosto o principios de septiembre de 2004, después de haber sido secuestrado, a pesar de que se había pagado el rescate a los secuestradores.
Uno de los primeros informes sobre esta violencia fue el de Robert Fisk en julio de 2004. Fisk escribió que «el personal de la universidad sospecha que hay una campaña para despojar a Irak de sus académicos, para completar la destrucción de la identidad cultural de Irak, que comenzó cuando el ejército estadounidense entró en Bagdad». La violencia se convirtió en objeto de un llamamiento internacional por parte del Tribunal BRussells en enero de 2006. El Tribunal BRussells continúa recopilando información sobre el tema. Enumeró 410 académicos asesinados y 76 académicos amenazados a 20 de diciembre de 2008.
Poco se sabe sobre el grupo o grupos responsables de los ataques. El Tribunal BRussells declara que «Ningún individuo ha sido detenido en relación con estos asesinatos». Entre las varias hipótesis que se han barajado para los ataques se incluyen un intento sistemático por parte de grupos de oposición armada no estatales iraquíes (suníes y chiíes) o servicios secretos kuwaitíes o israelíes, para diezmar a los intelectuales iraquíes. El Tribunal BRussells no atribuye la culpa de la violencia a nadie en concreto, afirmando que «la ola de asesinatos parece no partidista y no sectaria, apuntando tanto a mujeres como a hombres, y en todo el país». 
El alcance de la violencia contra los académicos ha provocado temores de una fuga de cerebros de aquellos académicos que no han sido asesinados. Según el director general de la Organización de las Naciones Unidas para la Educación, la Ciencia y la Cultura, Koichiro Matsuura: «Al atacar a quienes poseen las claves de la reconstrucción y el desarrollo de Irak, los autores de esta violencia están poniendo en peligro el futuro de Irak y de la democracia».
El Tribunal BRussells ha pedido una investigación independiente sobre ejecuciones sumarias por parte del Relator Especial de la ONU del ACNUDH en Ginebra.